# Munții Tătaru
Munții Tătaru reprezintă un masiv montan situat în Carpații de Curbură, ce aparține de lanțul muntos al Carpaților Orientali. Munții Tătaru alcătuiesc, împreună cu munții Siriu, Podu Calului, Penteleu, Întorsurii, Ivănețu, precum și cu depresiunile intramontane Întorsura Buzăului și Comandău și culmile montane Zmeureț și Munțioru, sectorul central al curburii carpatice, cunoscut sub denumirea de Munții Buzăului. Munții Tătaru sunt considerați, de obicei, parte a Munților Siriu, deoarece reprezintă continuarea sudică a acestora. 
Munții Tătaru sunt învecinați de următoarele lanțuri montane din cadrul Carpaților de Curbură: 
- Munții Clăbucet: în vest, peste valea Telejenelului;
- Munții Ciucaș: în nord-vest, peste Pasul Boncuța (1.078 m);
- Munții Siriu: în nord, fiind considerați culmea principală de desprindere a Munților Tătaru;
- Culmea Zmeureț: în sud;
- Culmea Munțioru: în sud-est.

Munții Tătaru ating înălțimea maximă în vârfurile Tătaru Mare (1.476 m) și Vârful lui Crai (1.473 m). Din acest lanț montan, izvorăsc două artere hidrografice, respectiv râurile Bâsca cu Cale și Bâsca fără Cale, care, unindu-se la granița dintre Carpați și Subcarpați, formează râul Bâsca Chiojdului, ce se varsă ulterior în râul Buzău. Acest sector montan este străbătut de Pasul Tabla Buții, aflat la o altitudine absolută de 1.289 m, loc în care a fost plasat un cimitir în amintirea eroilor ce au luptat, în anul 1916, în Primul Război Mondial.  